# Kotipelto
Kotipelto è un progetto solista del cantante della band power metal finlandese Stratovarius, Timo Kotipelto, iniziato nel 2001.

## Storia di Kotipelto
Nel 2002 è uscito il primo full-length Waiting for the Dawn, anticipato dal singolo The Beginning. L'ultimo album pubblicato, Serenity, è uscito l'11 aprile 2007 in Finlandia, mentre nel resto d'Europa è entrato in commercio il 20 aprile.

## Formazione

### Formazione attuale
- Timo Kotipelto - voce
- Janne Wirman - tastiere
- Tuomas Wäinölä - chitarra
- Lauri Porra - basso
- Mirka Rantanen - batteria

### Ex componenti
- Juhani Malmberg - chitarra
- Michael Romeo - chitarra
- Mikko Härkin - tastiere

## Discografia
- 2002 - Waiting for the Dawn
- 2004 - Coldness
- 2007 - Serenity